# Praesos dysphanioides
Praesos dysphanioides là một loài bướm đêm trong họ Geometridae.